# Warner Bros.
Warner Bros. Entertainment, Inc (anteriorment '''Warner Brothers Pictures, Inc.''') és un dels més grans productors de cinema i televisió del món. És actualment una filial del conglomerat Time Warner amb seu a Burbank, Califòrnia, Estats Units.
Warner Bros. inclou diverses companyies subsidiàries, entre elles Warner Bros. Studios, Warner Bros. Pictures, WB Television, Warner Home Video, Castle Rock Entertainment, Turner Entertainment, Dark Castle Entertainment, DC Comics, i els romanents de Hanna-Barbera Cartoons, Inc., encara que l'antic estudi de la Hanna-Barbera és ara conegut com a Cartoon Network Studios i està sota la Turner Broadcasting.

## Història

### Els primers anys
La Història de Warner Brothers Studios comença amb els seus fundadors, els germans Warner, Harry Warner (1881-1958), Albert Warner (1883-1967), Sam Warner (1887-1927) i Jack Warner (1892-1978).
El 1903 Harry Warner, es va introduir en el negoci del cinema amb una petita sala de cinema per exhibir les pel·lícules en els pobles miners de Pennsilvània i Ohio.
Els seus germans aviat es van sumar a aquest negoci i, al costat de Harry, van obrir la seva primera sala anomenada "The Cascade", a New Castle, Pennsilvània.
El 1904, van fundar la Warners Pittsburgh basat en la Duquesne Amusement & Supply Company (precursor de la Warner Bros Pictures) per a la distribució de pel·lícules. Uns anys més tard, això els va portar a la distribució de pel·lícules a través d'una àrea de quatre estats. El 1918, els germans Warner van començar amb la producció de pel·lícules, fundant el seu propi estudi a Sunset Boulevard a Hollywood.
Sam i Jack Warner produïen les pel·lícules, mentre que Harry i Albert Warner i el seu auditor, i ara controlador Paul Ashley Chase manegen les finances i la distribució a Nova York. El 1923, es va incorporar formalment com Warner Bros Pictures, Inc. En els temps del cinema mut, van contractar un pianista perquè toqués en viu (mentre que el públic veia les pel·lícules) en les funcions amb una cortina musical. Cap a 1925, Sam Warner va descobrir que podria estalviar-se el cost del músic mitjançant algun sistema per incorporar so a les pel·lícules. D'aquesta idea va néixer Vitaphone que va començar a experimentar amb pel·lícules sonores (tot i que encara no parlades).
Després d'alguns projectes la Warner Bros ja tenia experiència en el camp del cinema. Però no obstant això el que va posar a Warner Bros al mapa de Hollywood va ser un gos, Rin Tin Tin, portat des de França després de la Primera Guerra Mundial per un soldat nord-americà. Rinty va ser tan popular que va ser l'estrella en 26 pel·lícules, començant amb The Man from Hell's River el 1924.
L'estudi havia prosperat, i el 1924 va organitzar un important préstec. Amb aquests nous diners la Warners havia comprat el pioner Vitagraph Company, que tenia un abast nacional pel que fa al sistema de distribució. Warners també se sumava a la carrera per comprar i construir teatres.

### 1926-1931: nova generació de pel·lícules
El 1927, l'estudi va estrenar El cantant de jazz (The Jazz Singer), la qual va ser un èxit, aquesta va ser la primera pel·lícula parlada. Els Warner, però, no van poder assistir a l'estrena. Sam va morir un dia abans, i els germans es trobaven en el seu funeral. Malgrat la pèrdua, els germans van seguir expandint el negoci amb la compra de l'estudi "First National Pictures" i les 250 sales de cinema de la "Stanley Company" gràcies als guanys de la pel·lícula. Warner Bros poc després es va traslladar a la "First National" a Burbank (Comtat de Los Angeles)].
El 1929 es va estrenar Gold Diggers de Broadway, que va resultar ser la pel·lícula més popular d'aquest any. (Segueix ser tan popular que es va exercir en els teatres fins a 1939). L'èxit d'aquestes dues pel·lícules en color va causar una revolució de colors. La Warner Brothers va publicar un gran nombre de pel·lícules en color 1929-1931. Les següents van ser totalment en Technicolor: The Show of Shows (1929), Sally (1929), Bright Lights (1930), Golden Dawn (1930), Hold Everything (1930), Song of the Flame (1930), Song of the West (1930), The Life of the Party (1930), Sweet Kitty Bellairs (1930), Under A Texas Moon (1930), The Bride of the Regiment (1930), Viennese Nights (1931), Woman Hungry (1931), Kiss Me Again (1931), Fifty Million Frenchman (1931), Manhattan Parade (1932).
El 1931 el país s'havia cansat dels musicals, la Warner Brothers es va veure obligada a reduir el nombre de moltes de les produccions i publicitat. El públic havia començat a associar-se amb musicals a color i, per tant, les pel·lícules d'aquest estudi van començar a abandonar-lo. Warner Brothers tenia un contracte amb el Technicolor a produir dues pel·lícules més amb aquest mètode. Com a resultat d'això, les primeres pel·lícules de misteris en color van ser produïdes i estrenades per l'estudi: Doctor X (1932) i Misteri al Museu de Cera (1933).
El 1933, Warner Bros, però, va produir una pel·lícula musical que va salvar a l'empresa de la fallida, El carrer 42.Amb el col·lapse del mercat dels musicals, Warner Bros, als anys '30, es van introduir a les pel·lícules de gàngsters i obres èpiques com Robin Hood i alhora amb l'adquisició de la discogràfica "Brunswick Records" (després es va canviar a Warner Records) per 28 milions de dòlars.
Warner Bros va enfrontar múltiples dificultats. El 1956, l'Albert i Harry es van obrir del negoci. Jack continuar al capdavant de l'empresa fins a 1967, quan va vendre la seva part a "Seven Arts Productions", que al seu torn fou comprada per Kinney National Services, creant Warner Communications en 1971. Després d'una reestructuració, l'empresa va seguir produint èxits basant-se, com sempre, en una estricta política de selecció de talents.

### Present
A la fi dels '90, Warner Bros va obtenir els drets de les novel·les de Harry Potter, i es va estrenar un llargmetratge, sent una adaptació la primera novel el 2001, la segona el 2002, la tercera en 2004, el quart el 2005, i la cinquena en 2007. La sisena està prevista per al juliol de 2009 (la seva primera data d'estrena estava prevista per al novembre de 2008). La setena entrega serà en dues pel·lícules: la primera part s'ha anunciat per a l'any 2010 i la segona part per al 2011.
A través dels anys, la Warner Brothers ha tingut la co-operació (distribució i / o coproducció) d'un nombre de petites empreses. Aquestes inclouen (però no es limiten a) Amblin Entertainment, Morgan Creek Productions (actualment treballant amb Universal Studios), Regency Enterprises (en l'actualitat treballen amb 20th Century Fox), Village Roadshow Pictures, Legendary Pictures, Silver Pictures (que inclou Dark Castle entertainment), The Ladd Company, i The Geffen Film Company.
El 4 de gener de 2008, Warner Bros va anunciar que canvia d'HD DVD a Blu-ray Disc. seguirà llançant pel·lícules en HD DVD fins a maig de 2008 (quan el seu contracte amb el grup HD DVD Expire).

## Llista de les pel·lícules de Warner Bros

### Dècada de 1910
- Kaiser's Finish(1918)
- Open Your Eyes(1919)
- Beware(1919)

### Dècada de 1920
- The Tiger Band (1920)
- The Lost City (1920)
- School Days (1921)
- Ashamed of Parents (1921)
- Heroes of the Street (1922)
- Rags to Riches (1922)
- The Beautiful and Damned (1922)
- Little Church Around the Corner (1923)
- Little Johnny Jones (1923)
- Lucretia Lombard (1923)
- Main Street (1923)
- The Country Kid (1923)
- The Gold Diggers (1923)
- The Tie That Binds (1923)
- Tiger Rose (1923)
- Brass(1923)
- Circus Days (1923)
- Lover of Camille (1924)
- Lover's Lane (1924)
- The Lighthouse by the Sea (1924)
- The Marriage Circle (1924)
- The Narrow Street (1924)
- This Woman (1924)
- Three Women (1924)
- A Lost Lady (1924)
- Babbitt (1924)
- Beau Brummel (1924)
- Being Respectable (1924)
- Broadway After Dark (1924)
- Conductor 1492 (1924)
- Cornered (1924)
- Daddies (1924)
- Dark Swan (1924)
- George Washington, Jr. (1924)
- How to Educate a Wife (1924)
- Recompense (1925)
- Rose of the World (1925)
- Satan in Sables (1925)
- Seven Sinners (1925)
- The Man on the Box (1925)
- The Wife Who Wasn't Wanted (1925)
- Three Weeks in Paris (1925)
- Tracked in the Snow County (1925)
- Across the Pacific (1926)
- The Little Irish Girl (1926)
- Don Juan (1926)
- The Third Degree (1926)
- The First Auto (1927)
- The Jazz Singer (1927)
- When a Man Loves (1927)
- My Man (1928)
- Lights of New York (1928)
- The Singing Fool (1928)
- Noah's Ark (1928)
- On Trial (1928)
- Women They Talk About (1928)
- The Midnight Taxi (1928)
- The Divine Lady (1929)
- Fancy Baggage (1929)
- Hardboiled Rose (1929)
- The Desert Song (1929)
- Sonny Boy (1929)
- Broadway Babies (1929)
- On with the Show (1929)
- Disraeli (1929)
- Gold Diggers of Broadway (1929)
- Paris (1929)
- Sally (1929)
- The Show of Shows (1929)
- Say It With Songs (1929)
- Queen of the Night Clubs (1929)
- Madonna of Avenue A (1929)
- The Aviator (1929)
- Song of the West (1930)
- Song of the Flame (1930)
- Hold Everything (1930)
- No No Nanette (1930)
- Golden Dawn (1930)
- The Life of the Party (1930)
- The Bride of the Regiment (1930)
- Second Choice (1930)
- Under a Texas Moon (1930)
- Sweet Kitty Bellairs (1930)
- Recaptured Love (1930)
- She Couldn't Say No (1930)
- The Dawn Patrol (1930)
- The Legacy (1930)
- Viennese Nights (1930)
- Bright Lights (1930)
- Show Girl In Hollywood (1930)
- Kismet (1930)
- Son of the Gods (1930)
- General Crack (1930)
- Sinner's Holiday (1930)
- Oh Sailor Behave (1930)
- The Green Goddess (1930)
- Mammy (1930)
- Courage (1930)
- The Bad Man (1930)
- The Office Wife (1930)
- The Matrimonial Bed (1930)
- Sunny (1930)
- Top Speed (1930)
- Going Wild (1930)

### Dècada de 1930
- Kiss Me Again (1931)
- Sit Tight (1931)
- Gold Dust Gertie (1931)
- Fifty Million Frenchmen (1931)
- Men of the Sky (1931)
- Side Show (1931)
- Little Caesar (1931)
- Fifty Million Frenchmen (1931)
- Woman Hungry (1931)
- God's Gift to Women (1931)
- The Public Enemy (1931)
- Blonde Crazy (1931)
- The Maltese Falcon (1931)
- Manhattan Parade (1931)
- Svengali (1931)
- Father's Son (1931)
- Honor of the Family (1931)
- The Cabin in the Cotton (1932)
- Doctor X (1932)
- Scarface (1932)
- I Am a Fugitive From a Chain Gang (1932)
- Baby Face (1933)
- Wild Boys of the Road (1933)
- The Working Man (1933)
- Mystery of the Wax Museum (1933)
- 42nd Street (1933)
- Gold Diggers of 1933 and sequels
- Footlight Parade (1933)
- Bureau of Missing Persons (1933)
- Ex-Lady (1933)
- Picture Snatcher (1933)
- Lady Killer (1933)
- Housewife (1934)
- Flirtation Walk (1934)
- Fashions of 1934 (1934)
- The Big Shakedown (1934)
- Dames (1934)
- Here Comes the Navy (1934)
- A Midsummer Night's Dream (1935)
- A Tale of Two Cities
- Front Page Woman (1935)
- Frisco Kid (1935)
- Dangerous (1935)
- G Men (1935)
- Captain Blood (1935)
- Ceiling Zero (1936)
- Bullets or Ballots (1936)
- The Petrified Forest (1936)
- The Story of Louis Pasteur (1936)
- Anthony Adverse (1936)
- Great Guy (1936)
- Ever Since Eve (1937)
- The Life of Emile Zola (1937)
- That Certain Woman (1937)
- Midnight Court (1937)
- San Quentin (1937)
- The Perfect Specimen (1937)
- Tovarich (1937)
- Crime School (1938)
- Angels with Dirty Faces (1938)
- The Adventures of Robin Hood (1938)
- Boy Meets Girl (1938)
- The Dawn Patrol (1938, remake of the Warner Bros. 1930 film)
- Four's a Crowd (1938)
- Four Daughters (1938)
- Jezebel (1938)
- They Made Me a Criminal (1939)
- The Roaring Twenties (1939)
- Hell's Kitchen (1939)
- Each Dawn I Die (1939)
- The Angels Wash Their Faces (1939)
- The Return of Doctor X (1939)
- Dark Victory (1939)
- Juarez (1939)
- On Your Toes (1939)
- The Confessions of a Nazi Spy (1939)
- The Looney Tunes and Merrie Melodies cartoons
- 'Til We Meet Again (1940)
- All This and Heaven Too (1940)
- Knute Rockne, All American (1940)
- A Child Is Born (1940)
- The Letter (1940)
- Santa Fe Trail (1940)

### Dècada de 1940
- The Great Lie (1941)
- High Sierra (1941)
- The Sea Wolf (1941)
- Sergeant York (1941)
- The Maltese Falcon (1941)
- Million Dollar Baby (1941)
- Honeymoon for Three (1941)
- Meet John Doe* (1941)
- Dive Bomber (1941)
- The Bride Came C.O.D. (1941)
- Footsteps in the Dark (1941)
- They Died with Their Boots On (1941)
- All Through the Night (1941)
- Bullet Scars (1942)
- Casablanca (1942)
- Across the Pacific (1942)
- King's Row (1942)
- Now, Voyager (1942)
- Yankee Doodle Dandy (1942)
- Air Force (1943)
- Action in the North Atlantic (1943)
- Northern Pursuit (1943)
- The Constant Nymph (1943)
- Edge of Darkness (1943)
- Background to Danger (1943)
- Watch on the Rhine (1943)
- This is the Army (1943)
- Mission to Moscow (1943)
- Old Acquaintance (1943)
- Arsenic and Old Lace (produced in 1941, released in 1944)
- Passage to Marseille (1944)
- Uncertain Glory (1944)
- To Have and Have Not (1944)
- Mr. Skeffington (1944)
- Hollywood Canteen (1944)
- Mildred Pierce (1945)
- Objective, Burma! (1945)
- The Horn Blows at Midnight (1945)
- San Antonio (1945)
- Saratoga Trunk (1945)
- Conflict (1945)
- Rhapsody in Blue (1945)
- Christmas in Connecticut (1945)
- Humoresque (1946)
- The Big Sleep (1946)
- Of Human Bondage (1946)
- A Boy and His Dog (1946)
- Night and Day (1946)
- Dark Passage (1947)
- Life with Father* (1947)
- Possessed (1947)
- The Man I Love (1947)
- Pursued (1947)
- They Made Me a Fugitive (1947)
- Adventures of Don Juan (1948)
- The Treasure of the Sierra Madre (1948)
- Rope (1948, co-production with Transatlantic Pictures, rights now owned by Universal Pictures)
- Winter Meeting (1948)
- June Bride (1948)
- My Dream is Yours (1949)
- The Girl from Jones Beach (1949)
- John Loves Mary (1949)
- Flamingo Road (1949)
- Colorado Territory (1949)
- Task Force (1949)
- White Heat (1949)
- The Fountainhead (1949)
- It's a Great Feeling (1949)
- The Inspector General (1949)
- The Story of Seabiscuit (1949)
- Under Capricorn* (1949)
- The Hasty Heart (1949)
- The Lady Takes a Sailor (1949)
- Montana 1950
- Young Man with a Horn february 1950
- Backfire 1950
- Chain Lightning 1950
- Perfect Stranger 1950
- Barricade 1950
- Stage Fright 1950
- The Daughter of Rosie O'Grady 	1950
- The Damned Don't Cry! 1950
- Caged 	May 1950
- Colt .45 1950
- This Side of the Law 1950
- Return of the Frontiersman 1950
- Fifty Years Before Your Eyes 1950
- Bright Leaf 1950
- El falcó i la fletxa 1950
- The Great Jewel Robber 1950
- Kiss Tomorrow Goodbye 1950
- Tea for Two 	September 1950
- Pretty Baby 	September 1950
- The Glass Menagerie 1950
- The Breaking Point 1950
- Three Secrets 	October 950
- Rocky Mountain 1950
- Breakthrough 	November 1950
- The West Point Story 1950
- Highway 301 (1950)
- Dallas 1950

### Dècada de 1950
- Close to My Heart
- Operation Pacific
- Storm Warning
- Sugarfoot
- The Enforcer
- Lullaby of Broadway
- Raton Pass
- Lightning Strikes Twice
- Only the Valiant
- I Was a Communist for the FBI
- Inside the Walls of Folsom Prison
- Goodbye, My Fancy
- Along the Great Divide
- Strangers on a Train
- Fort Worth 	J
- On Moonlight Bay
- Force of Arms
- Jim Thorpe - All-American
- Captain Horatio Hornblower R.N.
- A Streetcar Named Desire
- Tomorrow Is Another Day
- Painting the Clouds with Sunshine
- Come Fill the Cup
- The Tanks Are Coming
- I'll See You in My Dreams
- Starlift
- Distant Drums
- Sempre n'hi cap un altre (Room for One More)
- The Big Trees*
- This Woman Is Dangerous
- Retreat, Hell!
- Bugles in the Afternoon
- Jack and the Beanstalk
- Mara Maru
- The San Francisco Story
- The Lion and the Hare
- About Face
- Carson City
- The Winning Team
- Where's Charley?
- Three for Bedroom "C"
- She's Working Her Way Through College
- The Story of Will Rogers
- The Miracle of Our Lady of Fatima
- Big Jim McLain
- Cattle Town
- The Crimson Pirate
- Springfield Rifle
- Operation Secret
- The Iron Mistress
- Stop, You're Killing Me
- April in Fools
- Abbott and Costello Meet Captain Kidd
- The Jazz Singer
- The Man Behind the Gun
- She's Back on Broadway
- I Confess
- By the Light of the Silvery Moon
- Trouble Along the Way
- The System
- House of Wax
- The Desert Song
- The Beast from 20,000 Fathoms
- South Sea Woman
- Elizabeth Is Queen
- The Charge at Feather River
- So This Is Love
- The Master of Ballantrae
- The Beggar's Opera
- Plunder of the Sun
- Island in the Sky
- Blowing Wild
- The Moonlighter
- A Lion Is in the Streets
- Thunder Over the Plains
- So Big
- Calamity Jane
- Three Sailors and a Girl
- Hondo
- The Diamond Queen
- The Eddie Cantor Story
- His Majesty O'Keefe
- The Command
- The Boy from Oklahoma
- Crime Wave
- Duffy of San Quentin
- Phantom of the Rue Morgue
- Riding Shotgun
- Lucky Me
- Crim perfecte
- Them!
- The High and the Mighty
- Ring of Fear
- King Richard and the Crusaders
- Duel in the Jungle
- Dragnet
- The Bounty Hunter
- A Star Is Born
- Drum Beat
- Track of the Cat
- The Silver Chalice
- Young at Heart
- Unchained
- Battle Cry
- New York Confidential
- Murder Is My Beat
- East of Eden
- Strange Lady in Town
- The Sea Chase
- Tall Man Riding
- Land of the Pharaohs
- Mister Roberts
- The Dam Busters
- Pete Kelly's Blues
- The Dark Avenger
- The McConnell Story
- Blood Alley
- Rebel Without a Cause
- Illegal
- Sincerely Yours
- I Died a Thousand Times
- Target Zero
- Hell on Frisco Bay
- The Court-Martial of Billy Mitchell
- Godzilla Raids Again
- The Bad Seed
- A Cry in the Night
- Giant
- Moby Dick
- The Searchers
- Fals culpable
- The Prince and the Showgirl
- The Black Scorpion
- The Abominable Snowman
- The Pajama Game
- Sayonara
- The Naked and the Dead (1958, distribution only, produced by RKO Radio Pictures)
- Auntie Mame (1958)
- Damn Yankees (1958)
- No Time for Sergeants (1958)
- -30- (1959)
- John Paul Jones (1959)
- The Nun's Story (1959)
- A Summer Place (1959)
- The Young Philadelphians (1959)
- Rio Bravo (1959)

### Dècada de 1960
- Ice Palace
- Cash McCall
- Guns of the Timberland
- The Rise and Fall of Legs Diamond
- The Bramble Bush
- The Threat
- This Rebel Breed
- Tall Story
- Sergeant Rutledge
- Ocean's 11
- The Crowded Sky
- Sunrise at Campobello
- The Dark at the Top of the Stairs
- Girl of the Night
- The Sundowners
- A Fever in the Blood
- Gold of the Seven Saints
- The Sins of Rachel Cade
- Portrait of a Mobster
- Parrish
- Fanny
- The Steel Claw
- Claudelle Inglish
- Splendor in the Grass
- The Mask
- Susan Slade
- A Majority of One
- The Roman Spring of Mrs. Stone
- The Couch
- Samar
- House of Women
- Rome Adventure
- The Singer Not the Son
- Lad, A Dog
- Merrill's Marauders
- The Music Man
- World by Night No. 2
- Guns of Darkness
- The Chapman Report
- Gay Purr-ee
- What Ever Happened to Baby Jane?
- Gypsy
- The Story of the Count of Monte Cristo
- Malaga
- Days of Wine and Roses
- Term of Trial
- Black Gold
- Critic's Choice
- Spencer's Mountain
- Island of Love
- PT-109
- Wall of Noise
- The Castilian
- Rampage
- Palm Springs Weekend
- America, America
- The Man from Galveston
- 4 for Texas
- Act One
- Revolt of the Mercenaries
- Dr. Crippen
- FBI Code 98
- Dead Ringer
- The Incredible Mr. Limpet
- FBI Code 98
- A Distant Trumpet
- Robin and the 7 Hoods
- Ensign Pulver
- Kisses for My President
- Hamlet
- Cheyenne Autumn
- Youngblood Hawke
- Dear Heart
- My Fair Lady
- Pictures handling theatrical and video distribution
- Sex and the Single Girl
- Two on a Guillotine
- None But the Brave
- My Blood Runs Cold
- Brainstorm
- The Battle of the Villa Fiorita
- The Woman Who Wouldn't Die
- The Great Race
- The Third Day
- Catch Us If You Can
- Murieta
- Marriage on the Rocks
- La Boheme
- Never Too Late
- Othello
- Battle of the Bulge
- Inside Daisy Clover
- Harper
- Stop the World - I Want to Get Off
- El destí també juga
- Who's Afraid of Virginia Woolf?
- A Fine Madness
- An American Dream
- Kaleidoscope
- Any Wednesday
- Chamber of Horrors
- Not with My Wife, You Don't
- Once Before I Die
- Hotel
- First to Fight
- The Corrupt Ones
- A Covenant with Death
- The Mikado
- The Cool Ones
- The Family Way
- Triple Cross
- Up the Down Staircase
- The Naked Runner
- Bonnie and Clyde
- The Bobo
- Reflections in the Golden Eye
- Camelot
- Wait Until Dark
- Cool Hand Luke
- It!
- The Frozen Dead
- The Vengeance of Fu Manchu
- Firecreek
- Flaming Frontier
- Sweet November
- The Shuttered Room
- Bye Bye Braverman
- The Young Girls of Rochefort
- Kona Coast
- Countdown
- The Double Man
- Chubasco
- Petulia
- The Devil in Love
- The Green Berets
- The Heart is a Lonely Hunter
- Rachel, Rachel
- Heidi
- Hugo and Josephine
- Finian's Rainbow
- Bullitt
- I Love You, Alice B. Toklas!
- The Girl on a Motorcycle
- Assignment to Kill
- The Sea Gull
- The Sergeant
- Great Catherine
- They Came to Rob Las Vegas
- Dracula Has Risen from the Grave
- The Trygon Factor
- The Big Bounce
- 2,000 Years Later
- The Illustrated Man
- The Sweet Body of Deborah
- The Big Cube
- Last Summer
- The Wild Bunch
- The Learning Tree
- The Rain People
- On My Way to the Crusades, I Met a Girl Who...
- The Valley of Gwangi
- The Great Train Robbery
- The Madwoman of Chaillot
- The Arrangement
- The Good Guys and the Bad Guys
- 80 Steps to Jonah
- Last of the Mobile Hot Shots
- Start the Revolution Without Me
- Frankenstein Must Be Destroyed
- Moon Zero Two
- Woodstock
- Once You Kiss a Stranger...
- The Phynx
- The Ballad of Calle Hogue
- Taste the Blood of Dracula
- Chisum
- Performance
- Which Way to the Front?
- Rabbit, Run
- Trog
- Flap
- Santa and the Three Bears
- Elvis: That's the Way It Is
- There Was a Crooked Man...

### Dècada de 1970
- The Priest's Wife
- THX 1138
- When Dinosaurs Ruled the Earth
- Summer of '42
- Billy Jack
- Death in Venice
- McCabe and Mrs. Miller
- Klute
- Dusty and Sweets McGee
- The Devils
- The Omega Man
- Medicine Ball Caravan
- Skin Game
- Zeppelin
- Man in the Wilderness
- Dirty Harry
- The Cowboys
- Snow Job
- A Clockwork Orange
- Dealing: Or the Berkeley-to-Boston Forty-Brick Lost-Bag Blues
- What's Up, Doc?
- Malcolm X
- Adam's Woman
- Portnoy's Complaint
- The Candidate
- Come Back, Charleston Blue
- Deliverance
- Cry for Me, Billy
- Super Fly
- Pope Joan
- Cancel My Reservation
- The Emigrants
- Dracula AD 1972
- Rage
- Crescendo
- Jeremiah Johnson
- Steelyard Blues
- The Train Robbers
- The Thief Who Came to Dinner
- King Boxer
- Class of '44
- Scarecrow
- The Last of Sheila
- Blume in Love
- O Lucky Man!
- Cahill U.S. Marshal
- Cleopatra Jones
- The Mackintosh Man
- Enter the Dragon
- Day for Night
- Get to Know Your Rabbit
- Mean Streets
- Badlands
- The All-American Boy
- The New Land
- Jimi Hendrix
- The Deadly Trackers
- Magnum Force
- The Exorcist
- Sacred Knives of Vengeance
- Black Belt Jones
- McQ
- Blazing Saddles
- Mame
- Our Time
- Welcome to Arrow Beach
- Black Eye
- Zandy's Bride
- Craze
- The Terminal Man
- Uptown Saturday Night
- Black Samson
- It's Alive
- Hangup
- The Abdication
- Animals Are Beautiful People
- Alice Doesn't Live Here Anymore
- Black Christmas
- Freebie and the Bean
- Rafferty and the Gold Dust Twins
- The Prisoner of Second Avenue
- The Yakuza
- Lepke
- Doc Savage: The Man of Bronze
- The Wicker Man
- Night Moves
- The Drowning Pool
- Cleopatra Jones and the Casino of Gold
- Dog Day Afternoon
- Lisztomania
- Let's Do It Again
- Operation Daybreak
- The Ultimate Warrior
- The Man Who Would Be King
- Barry Lyndon
- Inside Out
- Catherine & Co.
- Hot Potato
- Sparkle
- All the President's Men
- Ode to Billy Joe
- The Outlaw Josey Wales
- The Gumball Rally
- The Ritz
- St. Ives
- The Killer Inside Me
- Led Zeppelin: The Song Remains the Same
- A Star Is Born
- The Enforcer
- The Late Show
- The Last Dinosaur
- Brothers
- Viva Knievel!
- Exorcist II: The Heretic
- Greased Lightning
- Outlaw Blues
- One on One
- Bobby Deerfield
- Oh, God!
- A Piece of the Action
- Starship Invasions
- The Pack
- The Goodbye Girl
- The Gauntlet
- A Night Full of Rain
- An Enemy of the People
- Crossed Swords
- Straight Time
- The Medusa Touch
- Big Wednesday
- It Lives Again
- The Sea Gypsies
- Capricorn One
- The Swarm
- Hooper
- Girlfriends
- Who Is Killing the Great Chefs of Europe?
- Bloodbrothers
- The Great Bank Hoax
- Movie Movie
- Superman
- Every Which Way but Loose
- Agatha
- Boulevard Nights
- Ashanti
- Tilt
- A Little Romance
- Beyond the Poseidon Adventure
- The In-Laws
- The Main Event
- The Wanderers
- The Frisco Kid
- Monty Python's Life of Brian
- Time After Time
- The Bugs Bunny/Road Runner Movie
- 10
- Jesus
- The Great Santini
- Promises in the Dark
- Going in Style
- Just Tell Me What You Want
- Simon
- Cruising
- The Ninth Configuration
- When Time Ran Out
- Tom Horn
- Gilda Live
- Die Laughing
- Heart Beat
- The Shining
- Up the Academy
- Bronco Billy
- No Nukes
- Honeysuckle Rose
- Caddyshack
- The Fiendish Plot of Dr. Fu Manchu
- The Big Brawl
- AC/DC: Let There Be Rock
- Divine Madness
- The Awakening
- One Trick Pony
- Oh, God! Book II
- Private Benjamin
- Any Which Way You Can
- First Family
- Altered States

### Dècada de 1980
- The Man Who Saw Tomorrow
- Sphinx
- Back Roads
- Eyes of a Stranger
- This Is Elvis
- Excalibur
- The Hand
- Outland
- Superman II
- Arthur
- Wolfen
- Under the Rainbow
- Prince of the City
- Body Heat
- So Fine
- Enter the Ninja
- Chariots of Fire
- Looker
- The Looney Looney Looney Bugs Bunny Movie
- Rollover
- Over the Edge
- Sharky's Machine
- Personal Best
- Tragedy of a Ridiculous Man
- Deathtrap
- Mad Max 2
- Soup for One
- The Escape Artist
- Firefox
- Blade Runner
- A Midsummer Night's Sex Comedy
- The World According to Garp
- Night Shift
- Hammett
- Zoetrope
- Hey Good Lookin'
- Love Child
- Creepshow
- Five Days One Summer
- Bugs Bunny's Third Movie: 1001 Rabbit Tales
- Honkytonk Man
- Best Friends
- Independence Day
- Local Hero
- Table for Five
- Lovesick
- High Road to China
- The Outsiders
- Deadly Eyes
- Better Late Than Never
- Blue Skies Again
- The Man with Two Brains
- Superman III
- Twilight Zone: The Movie
- Stroker Ace
- Zelig
- National Lampoon's Vacation
- Twice Upon a Time
- Daffy Duck's Fantastic Island
- Risky Business
- Cujo
- Never Say Never Again
- The Right Stuff
- Deal of the Century
- Star 80
- Of Unknown Origin
- Sudden Impact
- Lassiter
- Mike Murder
- Police Academy
- Purple Hearts
- Greystoke: The Legend of Tarzan, Lord of the Apes
- Swing Shift
- Finders Keepers
- Once Upon a Time in Africa
- Gremlins
- Cannonball Run II
- The NeverEnding Story
- Purple Rain
- Grandview, U.S.A.
- Tightrope
- Cal
- Windy City
- Irreconcilable Differences
- The Little Drummer Girl
- American Dreamer
- The Killing Fields
- Oh, God! You Devil
- Razorback
- City Heat
- Protocol
- Fandango
- Vision Quest
- Beyond the Walls
- Lost in America
- Police Academy 2: Their First Assignment
- Ladyhawke
- Seven Minutes in Heaven
- Cracking Up
- Doin' Time
- The Goonies
- Pale Rider
- Mad Max: Beyond Thunderdome
- National Lampoon's European Vacation
- Sesame Street Presents Follow That Bird
- Pee-wee's Big Adventure
- American Flyers
- The Protector
- Mishima: A Life in Four Chapters
- Lucasfilm Ltd. and American Zoetrope
- Better Off Dead
- After Hours
- Krush Groove
- Eleni
- Target
- Rainbow Brite and the Star Stealer
- Spies Like Us
- The Color Purple
- Revolution
- The Clan of the Cave Bear
- Wildcats
- The Frog Prince
- Police Academy 3: Back in Training
- The Flight of Dragons
- Mr. Love
- Cobra
- Under the Cherry Moon
- Club Paradise
- One Crazy Summer
- A Man and a Woman: 20 Years Later
- Knights & Emeralds
- Round Midnight
- True Stories
- Deadly Friend
- Ratboy
- The Mission
- The Mosquito Coast
- Hyper Sapien: People from Another Star
- Heartbreak Ridge
- Little Shop of Horrors
- Instant Justice
- Over the Top
- Lethal Weapon
- Burglar
- Police Academy 4: Citizens on Patrol
- It's Alive III: Island of the Alive
- A Return to Salem's Lot
- The Witches of Eastwick
- Full Metal Jacket
- Innerspace
- Superman IV: The Quest For Peace
- The Lost Boys
- Who's That Girl
- Disorderlies
- Big Shots
- Surrender
- Nuts
- Empire of the Sun
- Frantic
- Moving
- Stand and Deliver
- Police Academy 5: Assignment Miami Beach
- Beetlejuice
- Above The Law
- Funny Farm
- Arthur 2: On the Rocks
- The Dead Pool
- Caddyshack II
- Clean and Sober
- Stealing Home
- Hot to Trot
- Running on Empty
- Crossing Delancey
- The Prince of Pennsylvania
- Goril·les en la boira (Gorillas in the Mist: The Story of Dian Fossey)
- Daffy Duck's Quackbusters
- Bird
- Imagine: John Lennon
- Clara's Heart co-production with
- Thelonious Monk: Straight, No Chaser
- Feds
- Moonwalker
- Everybody's All-American
- A Cry in the Dark
- Tequila Sunrise
- Les amistats perilloses
- The Accidental Tourist
- Young Einstein
- Her Alibi
- Bert Rigby, You're a Fool
- Powwow Highway
- Lean on Me
- Police Academy 6: City Under Siege
- Dead Bang
- Dead Calm
- See You in the Morning
- Checking Out
- How to Get Ahead in Advertising
- Pink Cadillac
- Batman
- Lethal Weapon 2
- Cookie
- Penn & Teller Get Killed
- In Country
- Next of Kin
- Second Sight
- National Lampoon's Christmas Vacation
- Driving Miss Daisy
- Roger & Me
- Tango & Cash
- Men Don't Leave
- Hard To Kill
- Joe Versus the Volcano
- Impulse
- Gremlins 2: The New Batch
- Quick Change
- Presumed Innocent
- My Blue Heaven
- Dreams
- The Witches
- White Hunter Black Heart
- Goodfellas
- Listen Up: The Lives of Quincy Jones
- Memphis Belle
- Reversal of Fortune
- Graffiti Bridge
- The Nutcracker Prince
- The Rookie
- The Sheltering Sky
- The Bonfire of the Vanities

### Dècada de 1990
- Hamlet
- The NeverEnding Story II: The Next Chapter
- Nothing But Trouble
- New Jack City
- If Looks Could Kill
- Guilty by Suspicion
- Defending Your Life
- Out for Justice
- Born to Ride
- Switch
- Don't Tell Mom the Babysitter's Dead
- Robin Hood: Prince of Thieves
- Doc Hollywood
- Rover Dangerfield
- Showdown in Little Tokyo
- Dogfight
- Ricochet
- Other People's Money
- Curly Sue
- Strictly Business
- Meeting Venus
- The Last Boy Scout
- JFK
- Until the End of the World
- Freejack
- Hurricane Smith
- Final Analysis
- The Mambo Kings
- Memoirs of an Invisible Man
- The Power of One
- White Sands
- Turtle Beach
- Lethal Weapon 3
- Class Act
- Batman Returns
- Mom and Dad Save The World
- Unforgiven
- Stay Tuned
- Christopher Columbus: The Discovery
- South Central
- Singles
- Innocent Blood
- Under Siege
- Pure Country
- Passenger 57
- Malcolm X
- The Bodyguard
- Forever Young
- Sommersby
- Falling Down
- Point of No Return
- The Crush
- This Boy's Life
- Boiling Point
- Dave
- Made in America
- Dennis the Menace
- Free Willy
- That Night
- The Fugitive
- The Secret Garden
- The Man Without a Face
- True Romance
- Airborne
- M. Butterfly
- Demolition Man
- Fearless
- Mr. Wonderful
- The Saint of Fort Washington
- A Perfect World
- The Nutcracker
- The Pelican Brief
- Wrestling Ernest Hemingway
- Batman: Mask of the Phantasm
- Grumpy Old Men
- Heaven & Earth
- Body Snatchers
- Ace Ventura: Pet Detective
- On Deadly Ground
- The Hudsucker Proxy
- Thumbelina
- Major League II
- Chasers
- With Honors
- Being Human
- Reckless Kelly
- Maverick
- Wyatt Earp
- The Client
- Black Beauty
- Police Academy: Mission to Moscow
- Natural Born Killers
- Arizona Dream
- Rapa Nui
- Trial by Jury
- The New Age
- Second Best
- The Specialist
- A Troll in Central Park
- Little Giants
- Imaginary Crimes
- Love Affair
- Silent Fall
- Interview with the Vampire: The Vampire Chronicles
- Cobb
- Disclosure
- Richie Rich
- Murder in the First
- Boys on the Side
- Just Cause
- Outbreak
- Born to Be Wild
- La princeseta
- The Bridges of Madison County
- Batman Forever
- Under Siege 2: Dark Territory
- Free Willy 2: The Adventure Home
- Something to Talk About
- The Amazing Panda Adventure
- The Stars Fell on Henrietta
- War of the Buttons
- Assassins
- Empire Records
- Copycat
- Les Miserables
- Fair Game
- Ace Ventura: When Nature Calls
- It Takes Two
- The American President
- Heat
- Grumpier Old Men
- Two If by Sea
- Big Bully
- Executive Decision
- Diabolique
- Twister
- Eraser
- A Time to Kill
- Joe's Apartment
- Tin Cup
- Carpool
- Sweet Nothing
- Bogus
- Surviving Picasso
- The Glimmer Man
- The Proprietor
- Michael Collins
- Sleepers
- The North Star
- Sunchaser
- Thinner
- Bad Moon
- Space Jam
- Mars Attacks!
- My Fellow Americans
- In Love and War
- Vegas Vacation
- Rosewood
- Selena
- Cats Don't Dance
- Anna Karenina
- Murder at 1600
- Shiloh
- Fathers' Day
- Addicted to Love
- Batman & Robin
- Wild America
- Contact
- One Eight Seven
- Free Willy 3: The Rescue
- Conspiracy Theory
- Steel
- Fire Down Below
- L.A. Confidential
- Trojan War
- The Race to Save 100 Years
- The Devil's Advocate
- Breaking Up
- Mad City
- The Man Who Knew Too Little
- Midnight in the Garden of Good and Evil
- The Postman
- Fallen
- Sphere
- Dangerous Beauty
- US Marshals
- Incognito
- The Butcher Boy
- City of Angels
- Major League: Back to the Minors
- Tarzan and the Lost City
- Quest for Camelot
- Almost Heroes
- A Perfect Murder
- Lethal Weapon 4
- The Negotiator
- The Avengers
- Wrongfully Accused
- Why Do Fools Fall in Love
- Without Limits
- Practical Magic
- Soldier
- Home Fries
- Jack Frost
- You've Got Mail
- Message in a Bottle
- Analyze This
- The King and I
- True Crime
- The Matrix
- Goodbye Lover
- Lost & Found
- Wild Wild West
- Shiloh 2: Shiloh Season
- Eyes Wide Shut
- Deep Blue Sea
- The Iron Giant
- Mickey Blue Eyes
- A Dog of Flanders
- Chill Factor
- Three Kings
- Three to Tango
- House on Haunted Hill
- Pokémon: The First Movie
- Liberty Heights
- The Green Mile
- Any Given Sunday
- Man on the Moon
- The Big Tease
- The Whole Nine Yards
- My Dog Skip
- Romeo Must Die
- Ready to Rumble
- Gossip
- Battlefield Earth
- The Perfect Storm
- The In Crowd
- Pokémon: The Movie 2000
- Space Cowboys
- The Replacements
- The Art of War
- Bait
- Chain of Fools
- Into the Arms of Strangers: Stories of the Kindertransport
- Best in Show
- Get Carter
- Pay It Forward
- Red Planet
- Proof of Life
- Miss Congeniality

### Dècada de 2000
- The Pledge
- Valentine
- Sweet November
- 3000 Miles to Graceland
- See Spot Run
- Exit Wounds
- Pokémon 3: The Movie
- Driven
- The Dish
- Angel Eyes
- Swordfish
- A.I.: Artificial Intelligence
- Cats & Dogs
- Osmosis Jones
- American Outlaws
- Summer Catch
- Rock Star
- Hearts in Atlantis
- Training Day
- Thir13en Ghosts
- Heist 	November 9, 2001
- Harry Potter and the Philosopher's Stone
- Sorcerer's Stone in the U.S.
- The Affair of the Necklace
- Ocean's Eleven
- The Majestic
- Charlotte Gray
- A Walk to Remember
- Collateral Damage
- Queen of the Damned
- The Time Machine
- Showtime
- Death to Smoochy
- Murder by Numbers
- The Salton Sea
- Insomnia
- Divine Secrets of the Ya-Ya Sisterhood
- Scooby-Doo
- Juwanna Mann
- The Powerpuff Girls Movie
- Eight Legged Freaks
- Blood Work
- The Adventures of Pluto Nash
- Possession
- FeardotCom
- City by the Sea
- Ballistic: Ecks vs. Sever
- White Oleander
- Welcome to Collinwood
- Ghost Ship
- Femme Fatale
- The Rising Place
- Harry Potter and the Chamber of Secrets
- Analyze That
- Two Weeks Notice
- Kangaroo Jack
- Gods and Generals
- Cradle 2 the Grave
- Dreamcatcher
- Blue Collar Comedy Tour: The Movie
- What A Girl Wants
- Malibu's Most Wanted
- A Mighty Wind
- The Matrix Reloaded
- The In-Laws
- Alex and Emma
- Terminator 3: Rise of the Machines
- I'll Be There
- Grind
- Matchstick Men
- Small Voices
- Mystic River
- The Matrix Revolutions
- Billabong Odyssey
- Looney Tunes: Back in Action
- Gothika
- The Last Samurai
- Something's Gotta Give
- Love Don't Cost a Thing
- My Wife's Name Is Maurice
- Chasing Liberty
- Torque
- The Big Bounce
- Starsky & Hutch
- Spartan
- NASCAR 3D: The IMAX Experience
- Taking Lives
- Scooby-Doo 2:
- The Whole Ten Yards
- Clifford: la meva petita gran mascota
- New York Minute
- Troy
- Harry Potter i el pres d'Azkaban
- Before Sunset
- A Cinderella Story
- Catwoman
- Yu-Gi-Oh! The Movie: Pyramid of Light
- We Don't Live Here Anymore
- Exorcist: The Beginning
- Funky Monkey
- The Polar Express
- Alexander
- Ocean's Twelve
- The Aviator
- Racing Stripes
- The Phantom of the Opera
- Million Dollar Baby
- Constantine
- The Jacket
- Miss Congeniality 2: Armed and Fabulous
- House of Wax
- Dominion: Prequel to the Exorcist
- The Sisterhood of the Traveling Pants
- Batman Begins
- March of the Penguins
- Charlie and the Chocolate Factory
- The Island
- Must Love Dogs
- The Dukes of Hazzard
- My Date with Drew
- A Sound of Thunder
- Corpse Bride
- Duma
- Good Night and Good Luck
- Kiss Kiss Bang Bang
- North Country
- Harry Potter and the Goblet of Fire
- Syriana
- Rumor Has It…
- Firewall
- Deep Sea 3D
- 16 Blocks
- V for Vendetta
- ATL
- Poseidon
- Saving Shiloh
- The Lake House
- Superman Returns
- Lady in the Water
- The Ant Bully
- Beerfest
- The Wicker Man
- The Departed
- The Prestige
- Flags of Our Fathers
- Happy Feet
- The Fountain
- Unaccompanied Minors
- The Blood Diamond
- The Good German
- Letters from Iwo Jima
- We Are Marshall
- Music and Lyrics
- The Astronaut Farmer
- Zodiac
- 300
- The Reaping
- Aqua Teen Hunger Force Colon Movie Film for Theaters
- In the Land of Women
- Lucky You
- Ocean's Thirteen
- Nancy Drew
- License to Wed
- Harry Potter i l'orde del Fènix
- No Reservations
- The Invasion
- The Brave One
- The Assassination of Jesse James by the Coward Robert Ford
- Michael Clayton
- Rails & Ties
- Fred Claus
- August Rush
- Mama's Boy
- I Am Legend
- Sweeney Todd: The Demon Barber of Fleet Street
- P.S. I Love You
- The Bucket List
- One Missed Call
- Fool's Gold
- 10,000 B.C.
- Broken Angel
- Chaos Theory
- Speed Racer
- Get Smart
- The Dark Knight
- The Sisterhood of the Traveling Pants 2
- Star Wars: The Clone Wars
- Hold-Up
- Nights in Rodanthe
- Body of Lies
- RocknRolla
- Yes Man
- The Curious Case of Benjamin Button
- Gran Torino
- Chandni Chowk to China
- Slumdog Millionaire
- Under the Sea 3D
- Watchmen
- Observe and Report
- Terminator Salvation
- The Hangover
- Harry Potter i el misteri del Príncep
- Orphan
- Shorts
- Whiteout
- The Informant!
- The Invention of Lying
- Where the Wild Things Are
- Goemon
- The Box
- The Blind Side
- Ninja Assassin
- Invictus
- Sherlock Holmes
- The Book of Eli
- Edge of Darkness
- Valentine's Day
- Cop Out
- Atithi Tum Kab Jaoge?
- Hubble 3D
- Clash of the Titans
- The Losers
- Sex and the City 2
- Splice 	June 4, 2010
- Jonah Hex
- Inception
- Com gats i gossos: la venjança de la Kitty Galore
- Flipped
- Lottery Ticket
- Going the Distance
- The Town
- Legend of the Guardians: The Owls of Ga'Hoole
- Life as We Know It
- Hereafter
- Due Date
- Harry Potter and the Deathly Hallows Part I
- Yogi Bear

### 2011
- Unknown
- The Rite: The Making of a Modern Day Exorcist
- Hall Pass
- Red Riding Hood
- Sucker Punch
- Crazy, Stupid, Love
- The Hangover 2
- Alguna cosa prestada
- Green Lantern
- Harry Potter and the Deathly Hallows Part II
- The Apparition
- Marvin the Martian
- Contagion
- Happy Feet 2
- New Year's Eve
- Sherlock Holmes 2
- The Factory
- Journey to the Mysterious Island
- Get Smart 2
- Dark Shadows
- A Dolphin's Tale
- Project X
- Stephen King's It
- Arthur

### 2012
- Joyful Noise
- The Dark Knight Rises
- Godzilla
- Logan's Run
- The NeverEnding Story
- 1906
- Mad Max: Fury Road
- The Lucky One
- The Man of Steel
- Clash of the Titans 2
- Excalibur
- Extremely Loud and Incredibly Close
- The Hobbit, Part I

### 2013
- The Hobbit, Part II
- A World of Desolation

- Cool Cat